# ベートーヴェンの会話帳
ベートーヴェンの会話帳（ドイツ語: Die Konversationshefte Ludwig van Beethovens）は、聴覚に困難を抱えていたルートヴィヒ・ヴァン・ベートーヴェンが1818年以降に付けていたノートで、周囲の人物との会話と意思疎通に用いていた。

## 構成と伝承
ベートーヴェンの会話帳には、主にベートーヴェンの会話相手が書き込んだ会話内容や諸々の情報が書かれている。ベートーヴェンからの返答は通常、口頭だったため、ベートーヴェン自身の手による会話内容が書かれることは稀で、他人に聞かれるのを防ぐため、自分と同様に聴覚に障害のある者との会話のため、などのケースに限られていた。ただし、ベートーヴェンは会話帳を自分自身のメモ帳代わりに使うこともあった。元々、400冊程度あったと推定されているが（ベートーヴェン研究家のセイヤーによる）、後世に伝わっているのは一部に限られる上、補佐人だったアントン・シンドラー(1795–1864)の筆により、後から書き込まれた虚偽の記載が大量に含まれている。シンドラーの書き込みがどの程度の規模になるかは長年、論争の対象になっている。原本の大半はベルリン州立図書館の音楽部門に保管されているが、2冊はボンのベートーヴェン・ハウスにある。

## 解析と出版
後世に伝わっている139冊の会話帳には、ベートーヴェン研究者の間では、20世紀初頭に書簡や通信を編纂したアルフレート・クリストリープ・カリシャーなどを筆頭に、早い時期から注目されていたが、1920年代になると、ルートヴィヒ・シーダーマイヤーが会話帳の全集刊行を決断した。1945年以降、ベルリン州立図書館に勤務していた古文書館司書ならびに図書館司書のヨアヒム・クリューガー・リーボウにより会話帳は館外に持ち出され、一時的にボンのベートーヴェン・ハウスに移された。
その後、全集の刊行計画は、戦後、東ドイツ側に入った時期を含めてベルリン州立図書館によって一貫して継続され、完結に至った。
1972年から2001年までに、ベートーヴェンの遺品からシンドラーが伝承した全ての会話帳が、11巻にまとめて出版された。索引の巻は刊行の準備中となっている.。

## 出版
- 1905/1906：『ルートヴィヒ・ヴァン・ベートーヴェンの一冊の会話帳．初めて完全な形で開示され、解説を付けたもの』[Alfred Christlieb Kalischer: Ein Konversationsheft von Ludwig van Beethoven: Zum ersten Male vollständig mitgeteilt und erläutert. In: Die Musik, Jg. 5.1 (1905/1906), Heft 4, S. 238–249 (Textarchiv – Internet Archive), Heft 5, S. 307–318 (Textarchiv – Internet Archive), Heft 6, S. 404–412 (Textarchiv – Internet Archive), Heft 8, S. 100–108]
- 1941-1943：『ルートヴィヒ・ヴァン・ベートーヴェンの会話帳．プロイセン国立図書館の委託による』[Ludwig van Beethovens Konversationshefte. Im Auftrag der Preußischen Staatsbibliothek herausgegeben von Georg Schünemann. 3 Bände (mehr nicht erschienen). Max Hesse, Berlin 1941–1943]
- 1968-：『ルートヴィヒ・ヴァン・ベートーヴェンの会話帳』[Karl-Heinz Köhler, Grita Herre und Dagmar Beck (Hrsg.): Ludwig van Beethovens Konversationshefte, Leipzig 1968 ff. DNB 550845925]